# Steven Hunt
Steven Hunt (* 16. April 1990 in Ajax) ist ein kanadischer Volleyballspieler.

## Karriere
Hunt begann während seiner Zeit an der Donald A. Wilson Secondary School mit dem Volleyball. Von 2006 bis 2008 spielte er als Jugendlicher für den Toronto Volleyball Club. Anschließend studierte er mit einem Stipendium an der University of Hawaiʻi at Mānoa. Dort kam in der Universitätsmannschaft der Warriors zum Einsatz, die 2010 das Halbfinale und 2011 das Viertelfinale erreichte. Nach dem Abschluss des Studiums wechselte der Außenangreifer 2012 zum griechischen Verein GC Lamia. 2013 wurde er vom deutschen Bundesligisten evivo Düren verpflichtet. In der ersten Saison mit Düren erreichte er den fünften Platz in der Bundesliga. Ende Januar 2015 wurde sein Vertrag mit den SWD Powervolleys aufgelöst. Hunt kehrt aus privaten Gründen zurück nach Kanada.